# Concerto in modo misolidio
Le Concerto in modo misolidio P 145 (concerto dans le mode mixolydien) pour piano et orchestre d'Ottorino Respighi a été composé en 1925. Il en existe une réduction pour deux pianos (P 145a).

## Structure
Pour le concerto in modo misolidio, Respighi a utilisé le motif mélodique grégorien du Viri Galilæi pour le premier mouvement, un Alleluia pour le mouvement lent central et un Kyrie pour le final tumultueux, qui adopte la forme de la Passacaglia (passacaille). 
- 1. Moderato
- 2. Lento
- 3. Allegro energico (Passacaglia)

Durée : environ 36 minutes.

## Historique
Elsa Olivieri Sangiacomo, d'abord élève puis épouse de Respighi, avait étudié le chant grégorien et avait initié son mari à la connaissance du Graduel Romain. Respighi a rapidement compris les possibilités mélodiques de cette musique, et a cherché à les traduire dans un langage moderne qui soit compris d'un vaste public. 
Le concerto a été créé au Carnegie Hall de New York le soir du 31 décembre 1925, avec le compositeur lui-même au piano, l'Orchestre philharmonique de New York dirigé par Willem Mengelberg. 
Malgré l'accueil chaleureux du public, Olin Downes a exprimé des réserves sur les qualités du concerto. Les autres exécutions, à Amsterdam au Concertgebouw et Berlin (11 novembre 1926) avec Heinz Huger à la baguette et avec Respighi comme soliste, à Rome (10 avril 1927) avec Carlo Zecchi et Bernardino Molinari à la baguette, n'ont pas évité au concerto un destin ingrat, et pendant des décennies, cette belle œuvre a été oubliée.

## Discographie
- En 1994, Geoffrey Tozer, l'Orchestre philharmonique de la BBC dirigé par Sir Edward Downes en ont fait une belle lecture dans un disque publié par Chandos Records.
- Plus récemment, Olli Mustonen l'a enregistrée pour Ondine avec l'Orchestre symphonique de la radio finnoise dirigé par Sakari Oramo.
- Sandro Ivo Bartoli (en) en a publié une interprétation associée à la Toccata (autre chef-d'œuvre oublié de Respighi) pour la maison hollandaise Brilliant Classics avec comme chef d'orchestre Michele Carulli.

## Instrumentation
| Instrumentation du Concerto in modo misolidio                               |
| Cordes                                                                      |
| premiers violons, seconds violons, altos, violoncelles, contrebasses, harpe |
| Bois                                                                        |
| 2 flûtes, 1 piccolo 2 hautbois, 1 cor anglais 2 clarinettes en si et la     |
| Cuivres                                                                     |
| 4 cors en fa, 2 trompettes en si, 3 trombones, 1 tuba                       |
| Percussions                                                                 |
| timbales]                                                                   |
| Claviers                                                                    |
| piano soliste                                                               |